# Izlučivanje
Izlučivanje je proces odstranjivanja otpadnih produkata metabolizma, viška vode, iona, beskorisnih i štetnih tvari. To je bitan proces kod svih oblika života. Jednostanični organizmi otpadne tvari izlučuju preko površine stanice, dok višestanični organizmi imaju složene sustave za izlučivanje. Biljke izlučuju tvari preko puči, pora i površine lista.
Iz organizma se izlučuju samo one tvari, koje nastaju unutar stanice. Moraju proći kroz staničnu membranu, da bi dospjele u vanjsku okolinu. Kod sisavaca, proces izlučivanja obuhvaća nastanak mokraće u bubrezima, koja se izlučuje mokrenjem. Ugljik dioksid se izdisanjem izlučuje preko pluća. 
Neprobavljena hrana prolazi kroz probavni sustav, crijeva i analnim kanalom izlučuje se iz organizma. Preko kože, otpadne tvari izlučuju se znojenjem. 